# Хайсмит, Хейвуд
Хейвуд Хайсмит (англ. Haywood Highsmith; род. 9 декабря 1996, Балтимор, Мэриленд) — американский профессиональный баскетболист, выступающий за команду НБА «Бруклин Нетс». Играет на позиции лёгкого и тяжёлого форварда.

## Профессиональная карьера

### Делавэр Блю Коатс (2018–2019)
После того, как Хайсмит не был выбран на драфте НБА 2018 года, он подписал контракт с «Делавэр Блю Коатс» из Джи-Лиги НБА через просмотр в клубе. Он набирал в среднем 13,7 очков за игру в 21 матче.

### Филадельфия Севенти Сиксерс (2019)
Хайсмит подписал двусторонний контракт с «Филадельфией Севенти Сиксерс» 8 января 2019 года. По условиям сделки он делил время между «Севенти Сиксерс» и «Блю Коатс». Хайсмит дебютировал в НБА в тот же день, набрав три очка за пять минут игры в выигранном со счётом 132–115 матче над «Вашингтон Уизардс», после того как ранее в тот же день сыграл в игре за «Блю Коатс» против «Рэпторс 905». Хайсмит закончил свой первый профессиональный сезон, набирая в среднем 1,8 очков и один подбор за пять игр НБА и 12,2 очков, 6,8 подборов, 2,5 передач и 1,2 перехвата за 46 игр Джи-Лиги.
24 июня 2019 года 76ers отказались от услуг Хайсмита.

### Возвращение в «Блю Коатс» (2019–2020)
Хайсмит снова присоединился к «Делавэр Блю Коатс» на сезон 2019/2020.

### Крайльсхайм Мерлинс (2020–2021)
4 сентября 2020 года Хайсмит подписал контракт с «Крайльсхайм Мерлинс» из немецкой Бундеслиги.[16]

### Третий контракт с «Блю Коатс» (2021)
27 июля 2021 года Хайсмит подписал контракт с итальянским клубом «Ваноли» с опцией перехода в НБА. Когда от «Филадельфией Севенти Сиксерс» поступило предложение Exhibit 10, он решил уйти из «Ваноли» и вернуться в США. 29 сентября он подписал контракт с «Филадельфией», но через день он был выставлен на драфт отказов.
Хайсмит вернулся в «Делавэр» в 2021 году.

### Майами Хит (2021–2022)
30 декабря 2021 года Хайсмит подписал 10-дневный контракт с «Майами Хит» по правилу «hardship exemption», которое позволяет превысить максимальный размер состава, если в команде много травм.

### Четвертый контракт с «Блю Коатс» (2022)
9 января 2022 года Хайсмит снова перешёл в «Делавэр Блю Коатс».

### Возвращение в «Хит» (2022—2025)
15 февраля 2022 года Хайсмит подписал стандартный десятидневный контракт с «Майами Хит». Десять дней спустя он подписал второй десятидневный контракт. После истечения второго десятидневного контракта Хайсмит подписал трёхлетний контракт с «Хит».
20 декабря 2022 года Хайсмит набрал рекордные в карьере 18 очков, а также 2 подбора, 2 передачи и 4 перехвата, в проигранном со счётом 113–103 матче против «Чикаго Буллз». «Хит» попали в плей-офф через плей-ин, в первом раунде они сенсационно обыграли первых сеяных «Милуоки Бакс» в серии из пяти матчей. В пятой игре финала Восточной конференции Хайсмит набрал рекордные на тот момент в карьере плей-офф 15 очков, в проигранном матче против «Бостон Селтикс». В конечном итоге «Хит» победили «Селтикс» в семи играх и вышли в финал НБА 2023 года против «Денвер Наггетс». В первой игре финала, проигранной со счётом 104–93, Хайсмит повторил свой личный рекорд в 18 очков, а также сделал два подбора и два перехвата. «Хит» проиграли финальную серию в пяти играх.
8 июля 2024 года Хайсмит переподписал контракт с «Хит».

### Бруклин Нетс (2025—настоящее время)
15 августа 2025 года Хайсмит был обменян в «Бруклин Нетс» вместе с выбором во втором раунде драфта 2032 года на торговое исключение размером в 5,6 миллиона долларов и защищённый выбор во втором раунде драфта 2026 года.

## Статистика

### Статистика в НБА
| Сезон   | Команда     | Регулярный сезон | Регулярный сезон | Регулярный сезон | Регулярный сезон | Регулярный сезон | Регулярный сезон | Регулярный сезон | Регулярный сезон | Регулярный сезон | Регулярный сезон | Регулярный сезон | Серия плей-офф | Серия плей-офф | Серия плей-офф | Серия плей-офф | Серия плей-офф | Серия плей-офф | Серия плей-офф | Серия плей-офф | Серия плей-офф | Серия плей-офф | Серия плей-офф |
| Сезон   | Команда     | GP               | GS               | MPG              | FG%              | 3P%              | FT%              | RPG              | APG              | SPG              | BPG              | PPG              | GP             | GS             | MPG            | FG%            | 3P%            | FT%            | RPG            | APG            | SPG            | BPG            | PPG            |
| ------- | ----------- | ---------------- | ---------------- | ---------------- | ---------------- | ---------------- | ---------------- | ---------------- | ---------------- | ---------------- | ---------------- | ---------------- | -------------- | -------------- | -------------- | -------------- | -------------- | -------------- | -------------- | -------------- | -------------- | -------------- | -------------- |
| 2018/19 | Филадельфия | 5                | 0                | 8,0              | 40,0             | 20,0             | 0,0              | 1,0              | 0,4              | 0,2              | 0,0              | 1,8              | Не участвовал  | Не участвовал  | Не участвовал  | Не участвовал  | Не участвовал  | Не участвовал  | Не участвовал  | Не участвовал  | Не участвовал  | Не участвовал  | Не участвовал  |
| 2021/22 | Майами      | 19               | 1                | 8,6              | 34,8             | 32,1             | 40,0             | 1,4              | 0,3              | 0,1              | 0,2              | 2,3              | 8              | 0              | 3,9            | 42,9           | 60,0           | -              | 0,6            | 0,4            | 0,0            | 0,0            | 1,1            |
| 2022/23 | Майами      | 54               | 11               | 18,0             | 43,1             | 33,9             | 46,4             | 3,5              | 0,8              | 0,7              | 0,3              | 4,4              | 18             | 0              | 8,9            | 61,5           | 50,0           | 80,0           | 1,3            | 0,3            | 0,6            | 0,1            | 3,3            |
| 2023/24 | Майами      | 66               | 26               | 20,7             | 46,5             | 39,6             | 63,9             | 3,2              | 1,1              | 0,8              | 0,5              | 6,1              | 5              | 0              | 25,1           | 35,7           | 18,8           | 100,0          | 2,8            | 1,6            | 0,2            | 0,2            | 4,8            |
|         | Всего       | 144              | 38               | 17,6             | 44,3             | 36,8             | 53,5             | 3,0              | 0,8              | 0,6              | 0,3              | 4,8              | 31             | 0              | 10,2           | 50,0           | 37,8           | 83,3           | 1,4            | 0,5            | 0,4            | 0,1            | 3,0            |

### Статистика в Джи-Лиге
| Сезон   | Команда           | Регулярный сезон | Регулярный сезон | Регулярный сезон | Регулярный сезон | Регулярный сезон | Регулярный сезон | Регулярный сезон | Регулярный сезон | Регулярный сезон | Регулярный сезон | Регулярный сезон | Серия плей-офф | Серия плей-офф | Серия плей-офф | Серия плей-офф | Серия плей-офф | Серия плей-офф | Серия плей-офф | Серия плей-офф | Серия плей-офф | Серия плей-офф | Серия плей-офф |
| Сезон   | Команда           | GP               | GS               | MPG              | FG%              | 3P%              | FT%              | RPG              | APG              | SPG              | BPG              | PPG              | GP             | GS             | MPG            | FG%            | 3P%            | FT%            | RPG            | APG            | SPG            | BPG            | PPG            |
| ------- | ----------------- | ---------------- | ---------------- | ---------------- | ---------------- | ---------------- | ---------------- | ---------------- | ---------------- | ---------------- | ---------------- | ---------------- | -------------- | -------------- | -------------- | -------------- | -------------- | -------------- | -------------- | -------------- | -------------- | -------------- | -------------- |
| 2018/19 | Делавэр Блю Коатс | 46               | 42               | 32,2             | 42,7             | 33,3             | 66,7             | 6,9              | 2,7              | 1,1              | 0,6              | 12,2             | Не участвовал  | Не участвовал  | Не участвовал  | Не участвовал  | Не участвовал  | Не участвовал  | Не участвовал  | Не участвовал  | Не участвовал  | Не участвовал  | Не участвовал  |
| 2019/20 | Делавэр Блю Коатс | 43               | 23               | 26,6             | 41,5             | 33,7             | 70,2             | 6,7              | 2,5              | 1,2              | 0,4              | 10,4             | Не участвовал  | Не участвовал  | Не участвовал  | Не участвовал  | Не участвовал  | Не участвовал  | Не участвовал  | Не участвовал  | Не участвовал  | Не участвовал  | Не участвовал  |
| 2021/22 | Делавэр Блю Коатс | 24               | 12               | 28,0             | 48,5             | 39,1             | 69,7             | 5,2              | 2,1              | 1,1              | 1,0              | 13,3             | Не участвовал  | Не участвовал  | Не участвовал  | Не участвовал  | Не участвовал  | Не участвовал  | Не участвовал  | Не участвовал  | Не участвовал  | Не участвовал  | Не участвовал  |
|         | Всего             | 113              | 77               | 29,2             | 43,5             | 34,9             | 68,2             | 6,5              | 2,5              | 1,1              | 0,6              | 11,8             | Не участвовал  | Не участвовал  | Не участвовал  | Не участвовал  | Не участвовал  | Не участвовал  | Не участвовал  | Не участвовал  | Не участвовал  | Не участвовал  | Не участвовал  |

### Статистика в других лигах
| Сезон | Команда             | Лига               | GP | GS | MPG  | FG%  | 3P%  | FT%  | RPG | APG | SPG | BPG | PFL | TOV | PPG |
| --- | ------------------- | ------------------ | -- | -- | ---- | ---- | ---- | ---- | --- | --- | --- | --- | --- | --- | --- |
| 2019/20 | НБА Джи-Лига Элит   | Джи-Лига челлендж  | 4  | 1  | 18,8 | 60,0 | 42,9 | 40,0 | 5,3 | 1,0 | 1,3 | 0,3 | 3,5 | 0,3 | 7,3 |
| 2020/21 | Все клубы           | Все лиги           | 26 | 25 | 27,2 | 41,3 | 28,0 | 69,8 | 4,4 | 1,3 | 1,4 | 0,6 | 2,8 | 1,3 | 8,0 |
| 2020/21 | Крайльсхайм Мерлинс | Чемпионат Германии | 23 | 23 | 27,4 | 41,7 | 27,6 | 65,1 | 4,4 | 1,4 | 1,4 | 0,7 | 2,8 | 1,4 | 7,9 |
| 2020/21 | Крайльсхайм Мерлинс | Кубок Германии     | 3  | 2  | 25,7 | 37,5 | 30,8 | 90,0 | 4,3 | 1,0 | 1,3 | 0,3 | 2,7 | 1,0 | 8,3 |
| Всего | Всего               | Всего              | 30 | 26 | 26,0 | 43,2 | 29,0 | 67,2 | 4,5 | 1,3 | 1,4 | 0,6 | 2,9 | 1,2 | 7,9 |
| Наведите курсор мыши на аббревиатуры в заголовке таблицы, чтобы прочесть их расшифровку Статистика приведена с сайта basketball.realgm.com |                     |                    |    |    |      |      |      |      |     |     |     |     |     |     |     |